# Международный аэропорт имени короля Фахда
Международный аэропорт имени Короля Фахда (англ. King Fahd International Airport (KFIA), араб. مطار الملك فهد الدولي‎) (ИАТА: DMM, ИКАО: OEDF) в 25 километрах от города Даммам (Саудовская Аравия).

## История
В целом инфраструктура аэропорта была построена к 1990 году, что позволило использовать его войскам международной коалиции во время Войны в Персидском заливе в 1991 году. Для коммерческих перевозок аэропорт открылся 28 ноября 1999 года. Из-за плохой транспортной доступности многие пассажиры предпочли пользоваться Международным аэропортом Бахрейн, дорожная сеть развилась и пассажиропоток несколько возрос, но аэропорт Король Фахд продолжает работать не на максимуме от своей пропускной способности.

## Статистика
| Год  | Пассажиров | Грузов, тонна | Коммерческих рейсов |
| ---- | ---------- | ------------- | ------------------- |
| 1999 | 2 708 000  | 56 968        | 24 216              |
| 2000 | 2 533 000  | 56 494        | 23 886              |
| 2001 | 2 542 000  | 55 088        | 23 312              |
| 2002 | 2 578 000  | 53 029        | 23 281              |
| 2003 | 2 613 000  | 48 634        | 23 308              |
| 2004 | 2 782 000  | 48 065        | 23 778              |
| 2005 | 3 013 000  | 49 633        | 24 457              |
| 2006 | 3 341 000  | 59 610        | 29 162              |
| 2007 | 3 841 000  | 66 621        | 39 265              |
| 2008 | 3 885 000  | 95 862        | 40 776              |
| 2009 | 4 149 000  | 82 944        | 41 079              |